# Aeródromo General Gonzalo Curiel García
El Aeródromo General Gonzalo Curiel García (Código AFAC: MAS), comúnmente conocido como Aeródromo de Mascota es un pequeño aeropuerto ubicado al noroeste de Mascota, el cual es propiedad del Municipio de Mascota y actualmente su operación se encuentra concesionada por un particular. Cuenta con una pista de aterrizaje de 1,310 metros (4,300 pies) de largo y 18 metros (60 pies) de ancho, así como un hangar para aeronaves pequeñas. 
El aeropuerto fue nombrado en honor al General de Ala Gonzalo Curiel García, quien nació en Mascota Jalisco el 8 de marzo de 1939 y falleció mientras pilotaba un T-33 Shooting Star durante el accidente del desfile aéreo del 16 de septiembre de 1995. Curiel García fue también director de seguridad pública de Guadalajara, instructor de vuelo del Colegio del Aire y comandante de la Basé Aérea Militar n.º 4 de Cozumel antes de ser comandante de la Base Aérea Militar n.º 2 de Ixtepec, cargo que desempeñaba al momento de su muerte; también habría tenido nexos y una amistad cercana con el Señor de los Cielos.
A pesar de ser propiedad municipal, el aeropuerto es operado por Jesús Carlos Robles Contreras desde 1998.

## Accidentes e incidentes
- El 8 de marzo de 1955 una aeronave Douglas DC-3A-228D con matrícula XA-DIK que operaba el vuelo 591 de Mexicana entre Aeropuerto de Puerto Vallarta y el Aeropuerto de Guadalajara con escalas en el Aeródromo de Mascota y el Aeródromo de Talpa, se estrelló en el Cerro del Cabro, a unos veinte kilómetros de Talpa mientras hacía su aproximación para su última escala, incendiándose y matando a los 3 miembros de la tripulación y a los 23 pasajeros sin dejar sobrevivientes. Las causas del siniestro se atribuían a los fuertes vientos de la zona.[8][9]